# Vodní elektrárna Porogi
Vodní elektrárna Porogi či Porožská vodní elektrárna (rusky Пороги či Порожская ГЭС ) je vodní dílo v povodí řeky Kamy v Čeljabinské oblasti na Jižním Uralu. Díky nepřetržité činnosti o délce 107 let ve společném provozu s metalurgickou výrobou byla vyhlášena národní technickou památkou Ruska. Od roku 1910 zajišťovala přes dvacet let výrobu ferroslitin v Rusku. Elektrárna byla pro svůj technicko-historický význam zařazena komisí UNESCO mezi objekty Světového průmyslového dědictví.

## Hydrogeografické podmínky
Velká Satka odvodňuje plochu 1342 km2 na jihovýchodě Uralu.  Převádí vody z malé části asijské plochy do povodí Volhy říční cestou Velká Satka-Aj-Ufa-Bjelaja-Kama-Volha. Její zdrojnice pramení na svazích nejvyšších hor Jižního Uralu. Délka toku je 88 km a průměrný průtok lze odhadovat v rozmezí 8–10 m3/s. Hlavním zdrojem odtoku jsou sněhové srážky, jejichž zastoupení v jarní povodňové vlně se pohybuje kolem 70%. Vzhledem k napojení zdrojů na jezerní soustavy, z nich největší je Zyurat-Kul o ploše 13,2 km2, jsou zajištěny minimální zimní průtoky kolem hodnoty 0,5 m3/s. Průměrný spád řeky je 4,75 m na kilometr délky. Takováto hydrologická charakteristika byla na počátku 20. století ideální pro budování vodních energetických děl.  

## Historické podmínky
Na počátku 20. století se v Rusku projevoval nedostatek ferroslitin domácího původu, potřebných při technologiích zušlechťování oceli. Navíc ani doprava ferroslitin nebyla bez rizik, neboť ferrosilicium snižovalo dlouhodobým vlivem vlhkosti svou kvalitu. Mimořádným popudem k řešení problému pak bylo fiasko u Cušimy, kdy Rusko během dne přišlo o téměř celou válečnou flotilu. Bitva u Cušimy, která z vojenského hlediska byla rusko-japonským konfliktem, byla po hlubším rozboru výsledkem srovnání ruského a anglického průmyslu.
V této atmosféře tak nebyl problém získat pro řešení výroby domácích ferroslitin ze státních zdrojů úvěry, stejně jako potřebná povolení. V letech 1904-1905 provedl ruský důlní inženýr Alexander Filipovič Schuppe průzkumy na řece Velká Satka. Zde ve zúžení údolí na 150 m, našel asi 20 km od železnice, napojené na Transsibiřskou magistrálu, ideální místo pro vybudování vodního díla, produkujícího elektrickou energii, potřebnou pro výrobu ferroslitin. V blízkosti místa, nacházejícího se v oblasti těžby železné rudy se navíc nacházely i křemenné žíly a sloje chromové rudy pro výrobu ferroslicia a ferrochromu.
Na podzim 1905 podal Schuppe první žádosti na Ministerstvo financí a v létě 1906 již získal všechna povolení k výstavbě i k pronájmu potřebných státních pozemků na 99 let. V roce 1908 spustila výstavbu firma Uralské metalurgické sdružení hraběte A.A.Mordvinova, hraběnky E.A.Mordvinové, barona F.T.Roppeho a A.F.Shuppeho.

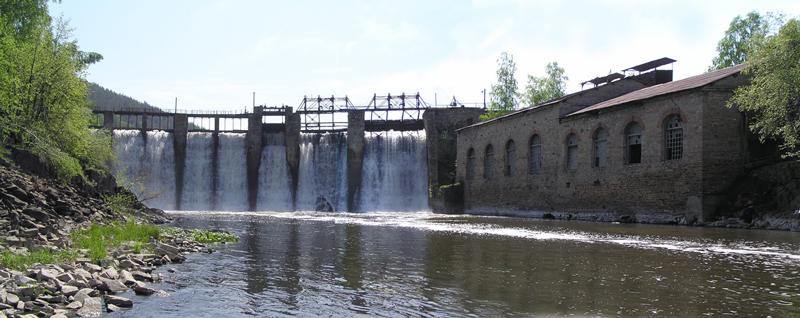
Vodní dílo na začátku 21. století.

## Historie výstavby
Zdrojem pracovní síly byli dělníci z blízkých továren, ale i rolníci mimo sezónní práce. Pro kamenické práce bylo povoláno 40 zkušených zedníků ze Pskova. Celkem se na výstavbě podílelo 300 pracovníků a 1000 vozů. Výstavba zděné hráze byla při použití místního kamene ukončena v roce 1910. Dohotovena byla i společná budova elektrárny a metalurgického provozu. V roce 1909 byly instalovány dvě turbíny německého výrobce Brigleb a Hansen – Gotha o celkovém výkonu 900 koňských sil. 1. července 1910 vyrobila elektrárna první proud, 12. července provedly elektrické pece první experimentální tavení ferrosilicia a 24. srpna téhož roku bylo při experimentálním tavení vyrobeno prvních 954 kg ferrochromu. V prvních šesti měsících ode dne, kdy byla zařízení uvedena do provozu, bylo zde vytaveno 546 530 kg ferrosilicia a 211 150 kg ferrochromu.
Po událostech v říjnu 1917 závod nadále fungoval pod dohledem svého prvního manažera, A.F. Schuppeho, který ve třicátých letech řídil budování dalších továren na výrobu ferroslitin v Čeljabinské oblasti.
V roce 1929 byla instalována třetí turbína o výkonu 750 kW a produkce továrny se zdvojnásobila. S rostoucím významem nových moderních provozů však význam výroby ferroslitin v komplexu Porogi ustupoval do pozadí a od konce 60. let byla výroba převedena na výrobu žárovzdorných hmot, která pokračovala až do roku 2001, kdy byla výroba elektřiny soustředěna pouze pro zásobování místní sítě.
V roce 2017 byl provoz vodního díla, jako nejdéle pracující vodní elektrárny v Rusku, zastaven z důvodů potřeby rekonstrukce.

## Popis díla
Celek vodního díla sestává z tělesa přehrady a budovy s elektrárnou a tavírnou.
Tížní hráz z místního lomového kamene dlouhá 125 m a vysoká 21 m zadržuje vodu do maximální výšky 17 m. Jednotný přeliv o délce 71 m dělí do samostatných proudů pouze pilíře lávky.

Budova při levém břehu obsahuje dvoupodlažní strojovnu o ploše 22 x 12 m. Horní patro obsahuje turbíny a generátory, v suterénní části jsou plechové nýtované přívody k turbínám první generace a potrubí pro odvod vody.

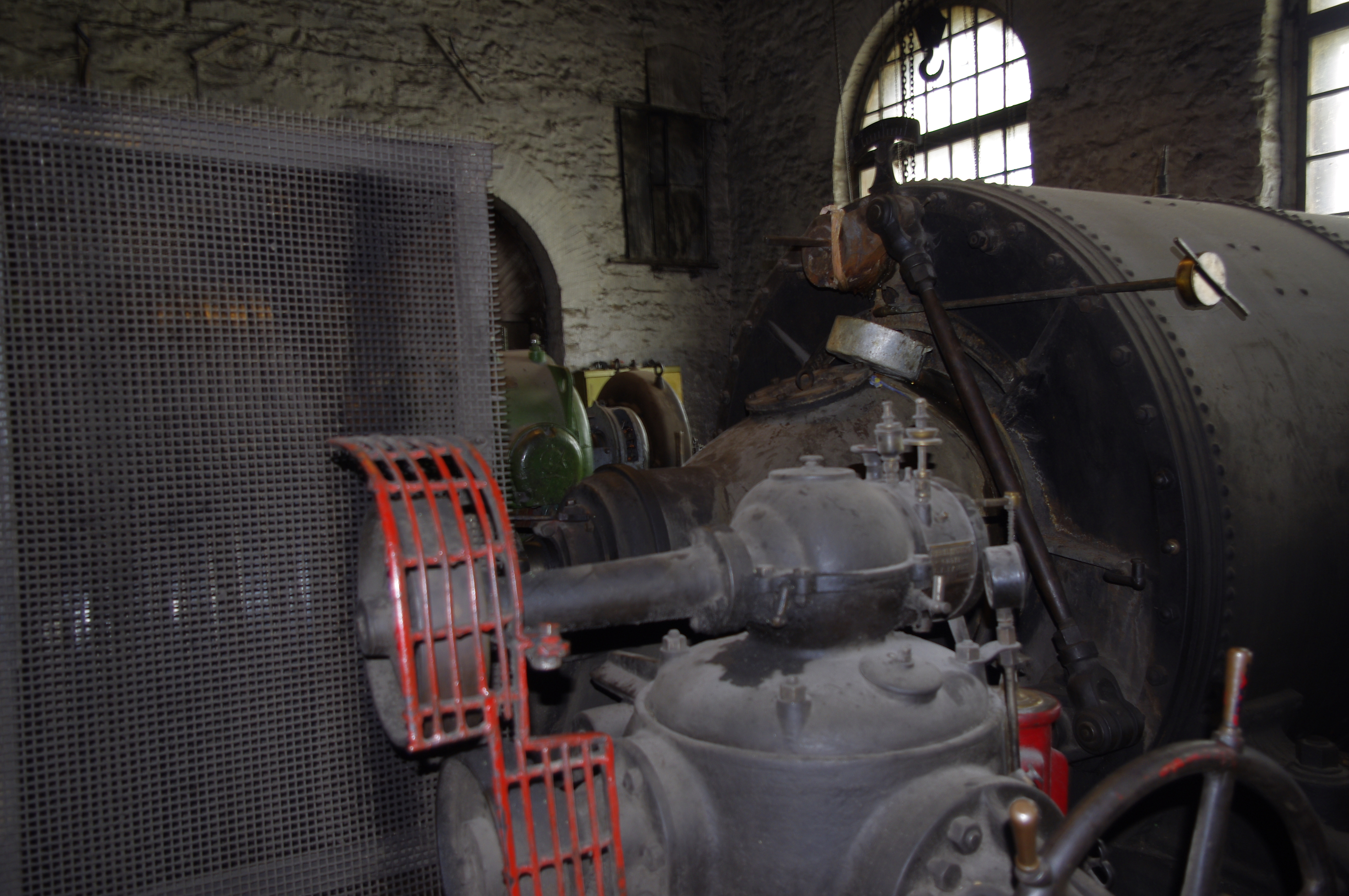
Čelo turbíny s regulátorem
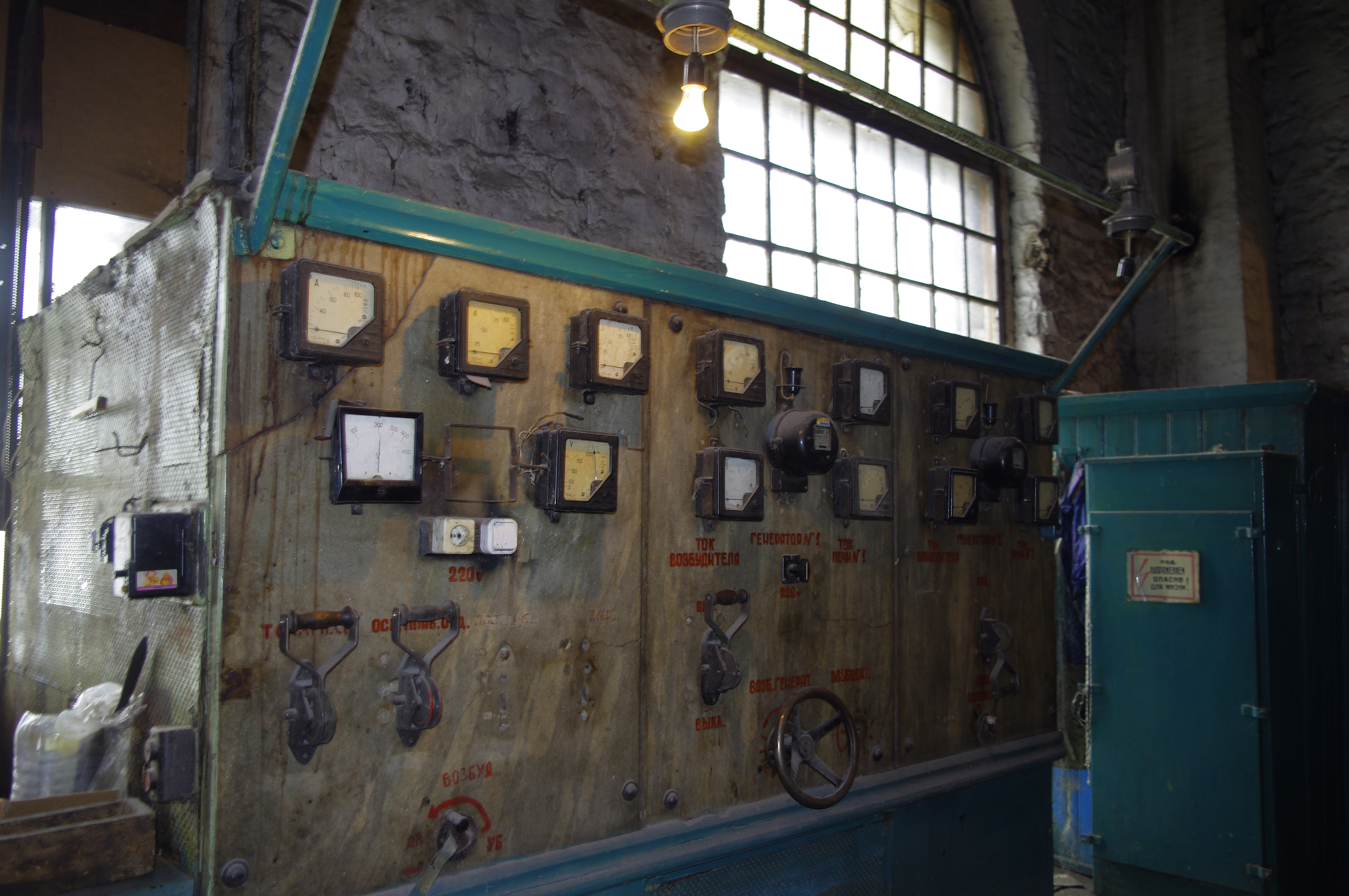
Historický velín z roku 1910
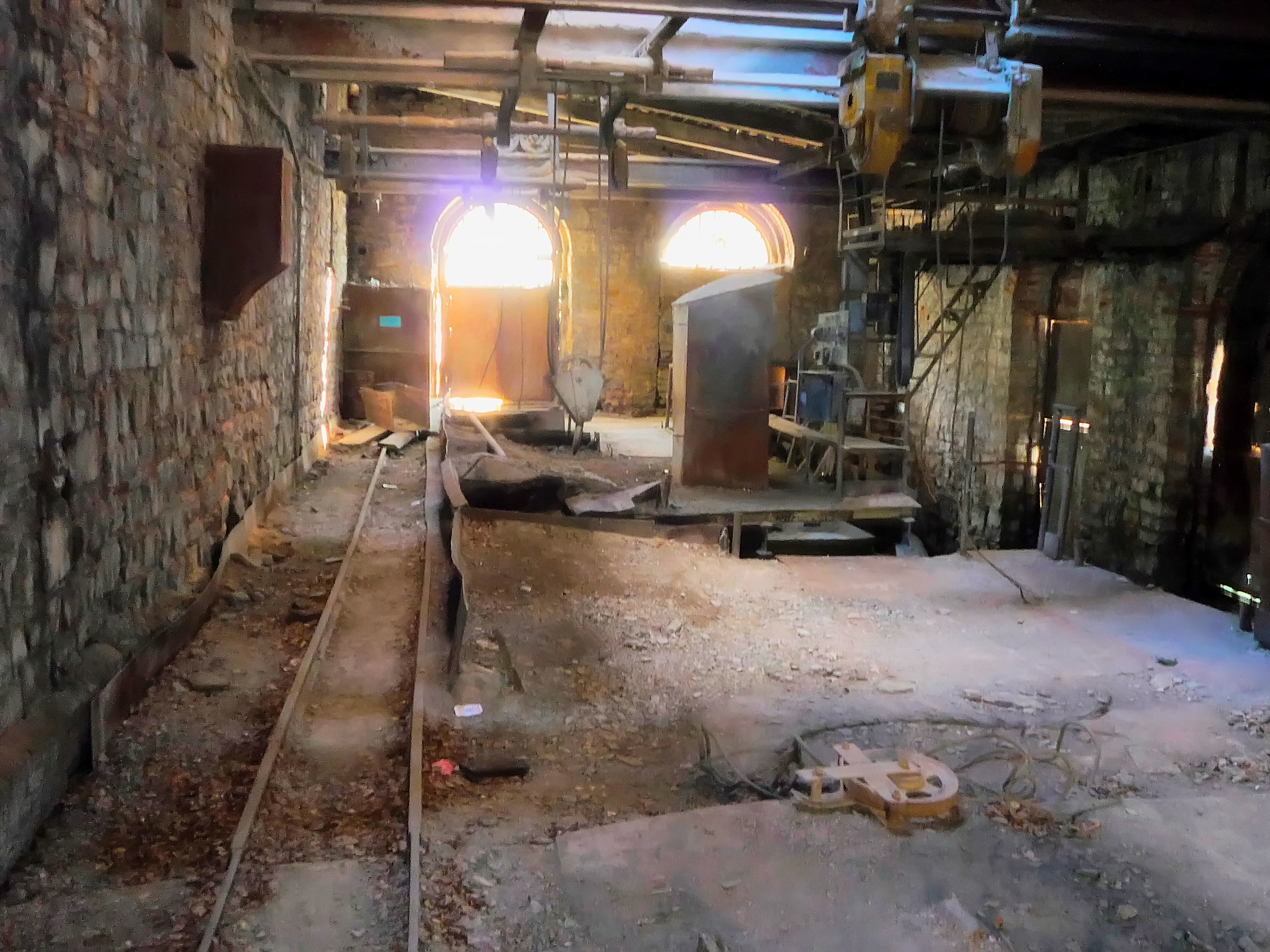
Hala tavírny
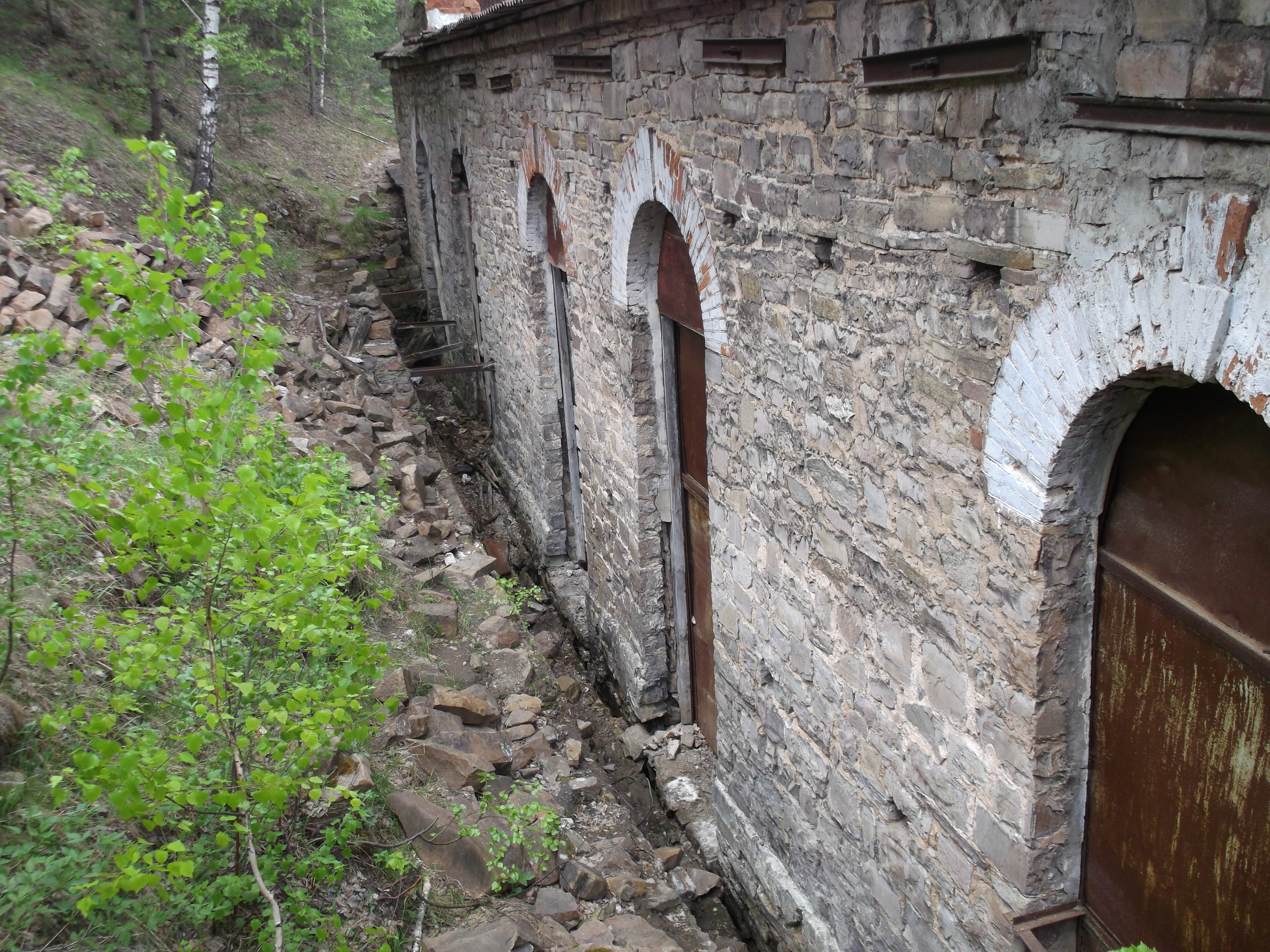
Provozní budova
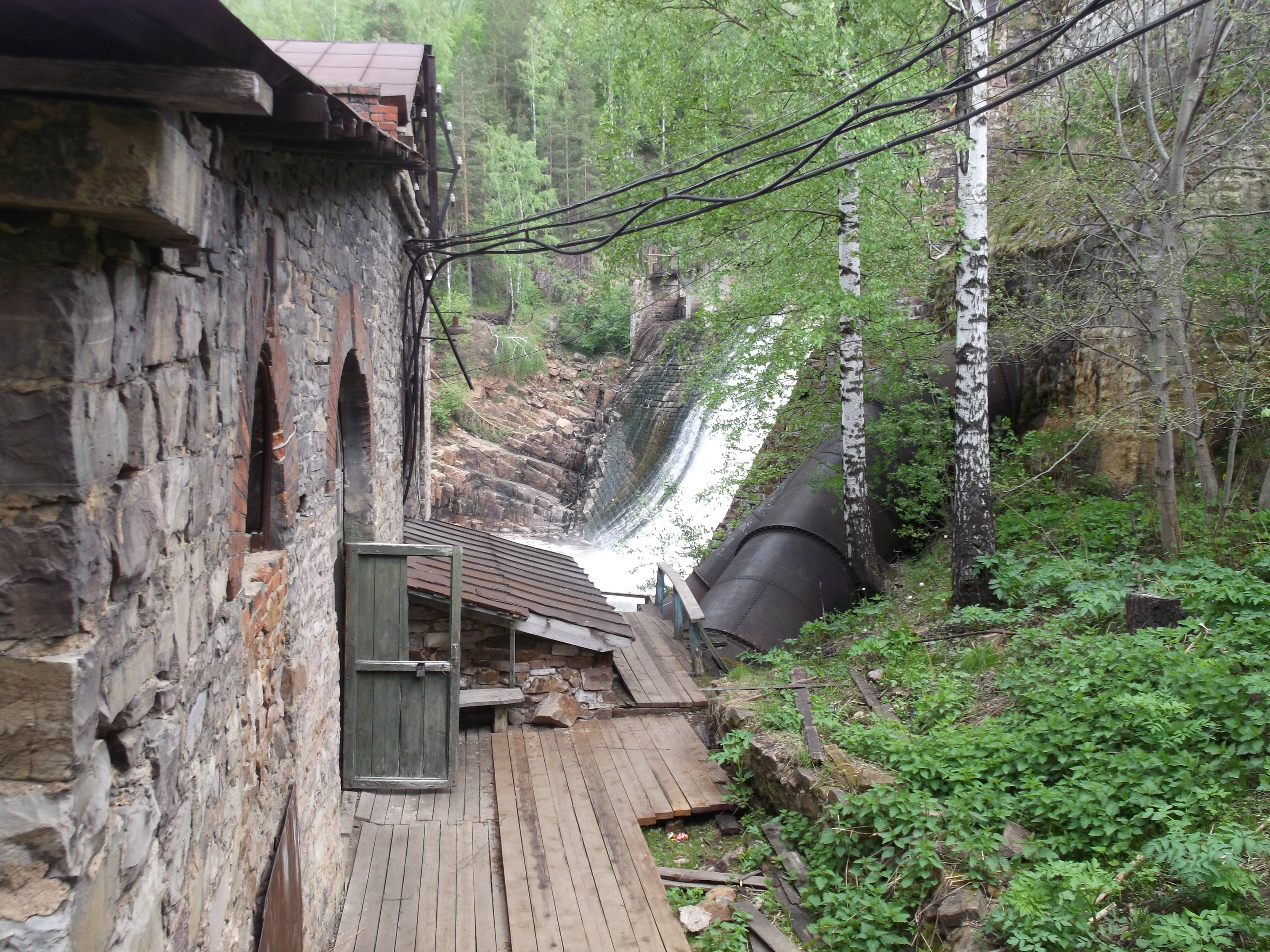
Pohled na přeliv přes návodní potrubí
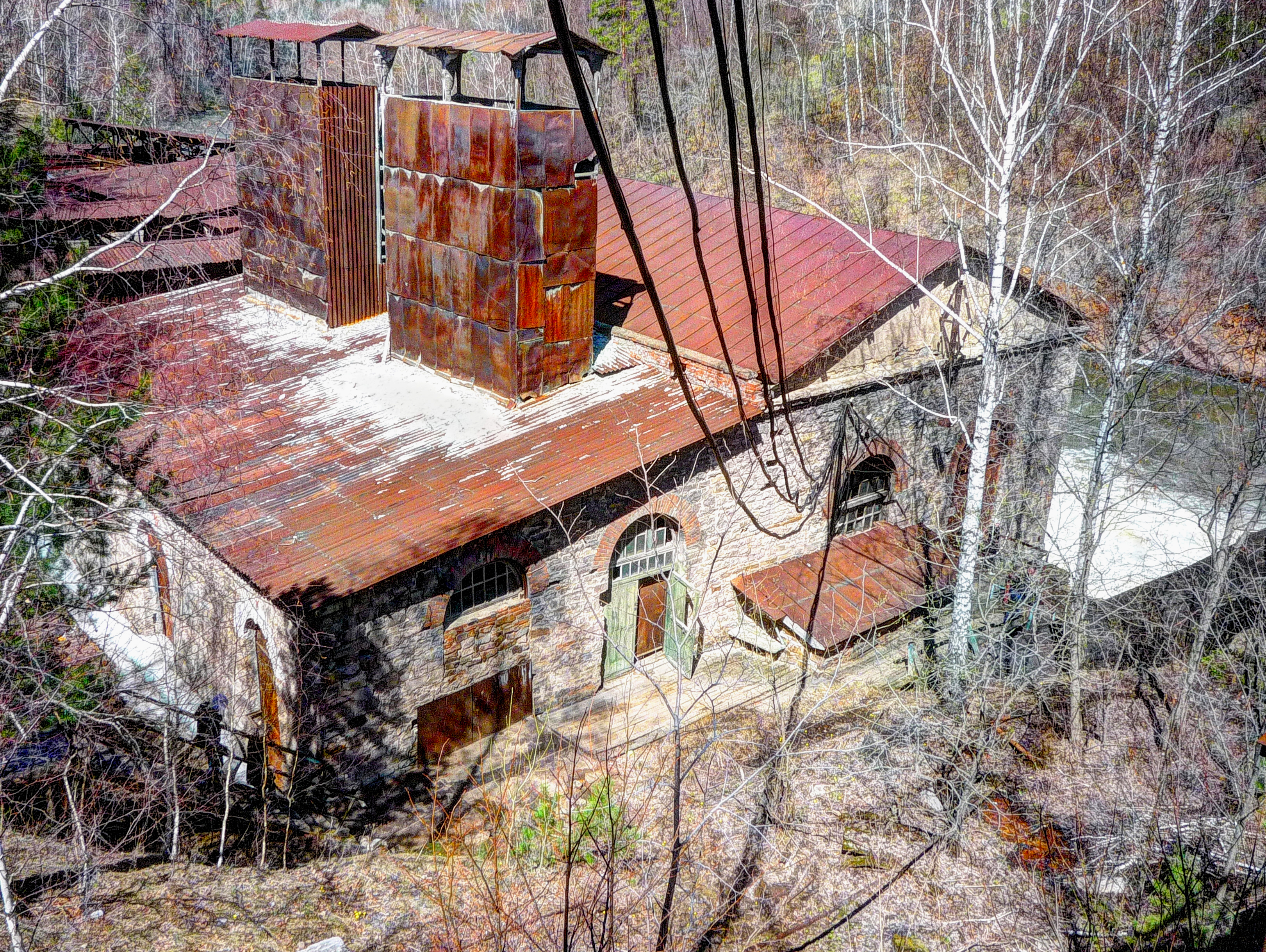
Pohled na továrnu z hráze
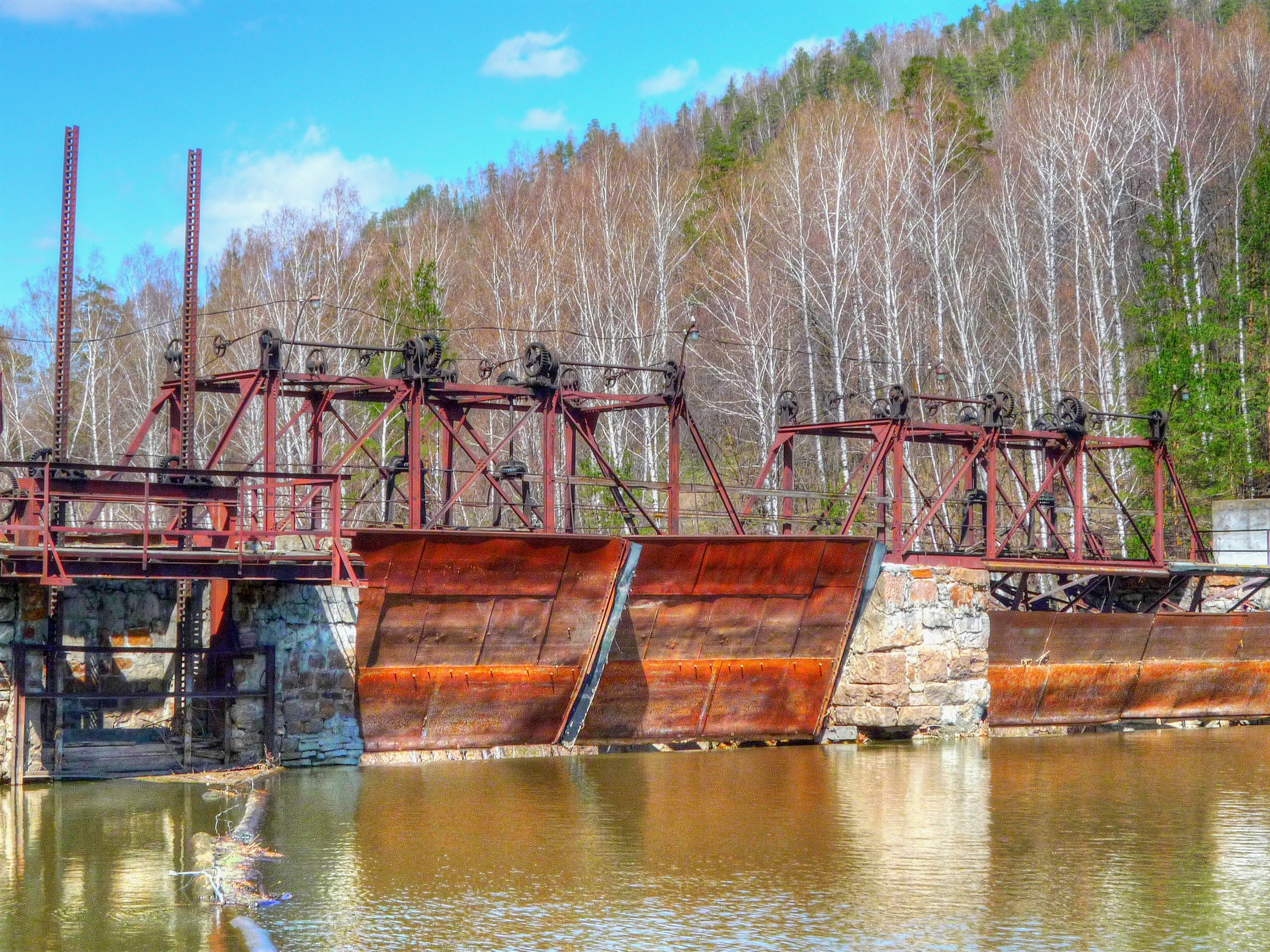
Desková regulace hladiny
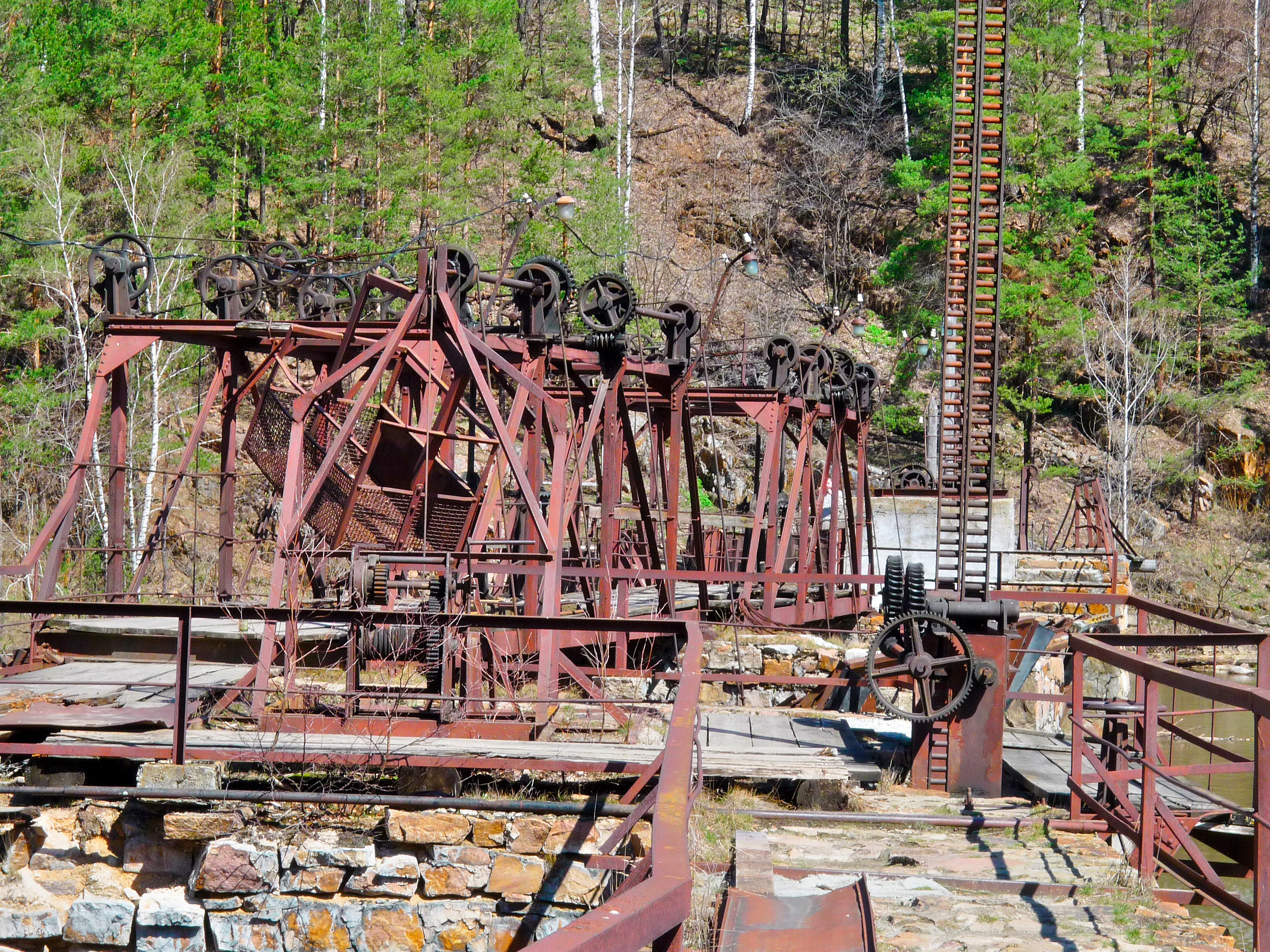
Systém řízení přelivu

V tavírně se nalézají dvě obloukové jednofázové pece o objemu cca 2 m3. Součástí je kolejový systém pro přepravu materiálu o původním denním přísunu 1,6 - 2 tun koksu , 2- 2,25 tun křemene a 2,4 - 3,2 tun železných hoblin. Součástí provozní budovy je od roku 1909 i laboratoř.
První generaci turbín z roku 1909 tvoří dvě turbíny, z nichž jedna sloužila k napájení tavírny a druhá pro osvětlení závodu a okolních vesnic.  
Hlavní turbína při spádu 15 m a hltnosti 4 m3/s dává při 375 otáčkách za minutu výkon 560 kW. Průměr oběžného kola je 690 mm. Generátor střídavého napětí dodával při napětí 80 V proud 9 400 A.
Menší jednotka poskytovala 50 kW při napětí 220 V.
Turbína z roku 1929 byla vyrobena podle rakouské licence v Kalininových závodech v Moskvě, generátor dodala rakouská firma Leobersdorfer Maschinenfabrik. Při výkonu 750 kW jednotka vyráběla, stejně jako hlavní turbína první generace, potřebný proud o napětí 80 V.

## Rekonstrukce
Kamenná hráz trpí především mrazovým zvětráváním. Již zpráva sovětské společnosti Uralenergo z roku 1986 popisuje trhliny v hrázi a boční i podélné vyosení nosných pilířů lávky. Po ukončení výroby žárovzdorných slitin udržoval elektrárnu v provozu vlastními náklady majitel hotelu Porogi, který část vyrobené energie využil na provoz hotelu. Po jeho smrti v roce 2014 byl provoz dotován nárazovými a nedostatečnými obecními prostředky. Prodejní cena objektu byla v roce 2017 90 miliónů rublů a náklady na rekonstrukci se odhadují přes 1,5 miliardy rublů s časovou náročností 7 let. V roce 2019 je elektrárna zabezpečena základními prostředky fyzické ochrany proti vandalským útokům. Jako historicko přírodní komplex Porogi je atraktivním cílem turistů i školních výprav především z Čeljabinské oblasti. Jedním z nadějných zájemců o koupi je společnost RusHydro. V roce 2019 se budoucnost objektu odhaduje v možnostech od zhroucení celé hráze až po vybudování bezpečného technického muzea s funkčním provozem.

Nevyužitá voda, tekoucí v zimním období přes přeliv, vytváří na hrázi ledopády, které se staly oblíbenou cvičnou stěnou horolezců.

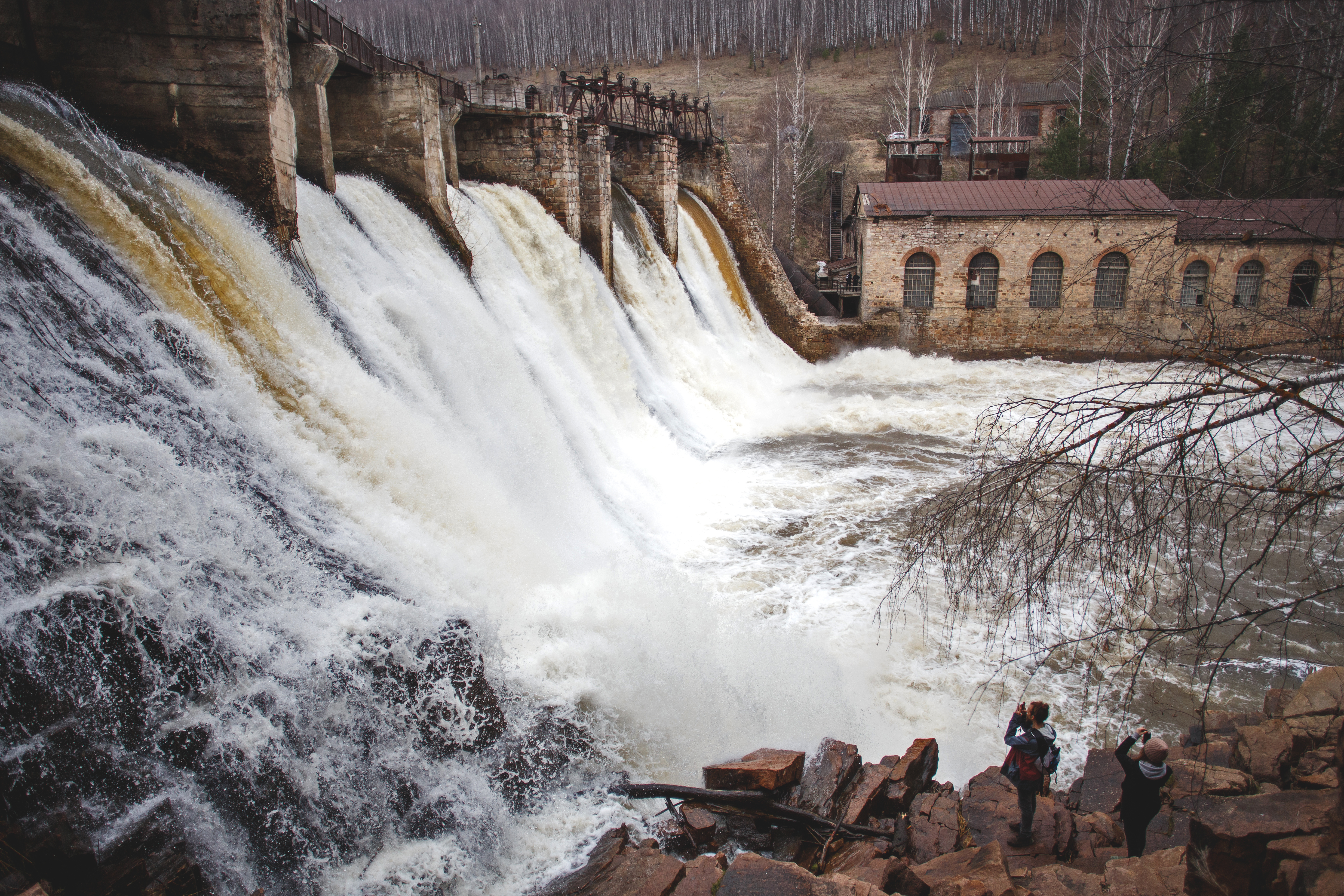
Voda z konce dubna plně zakrývá nedostatky
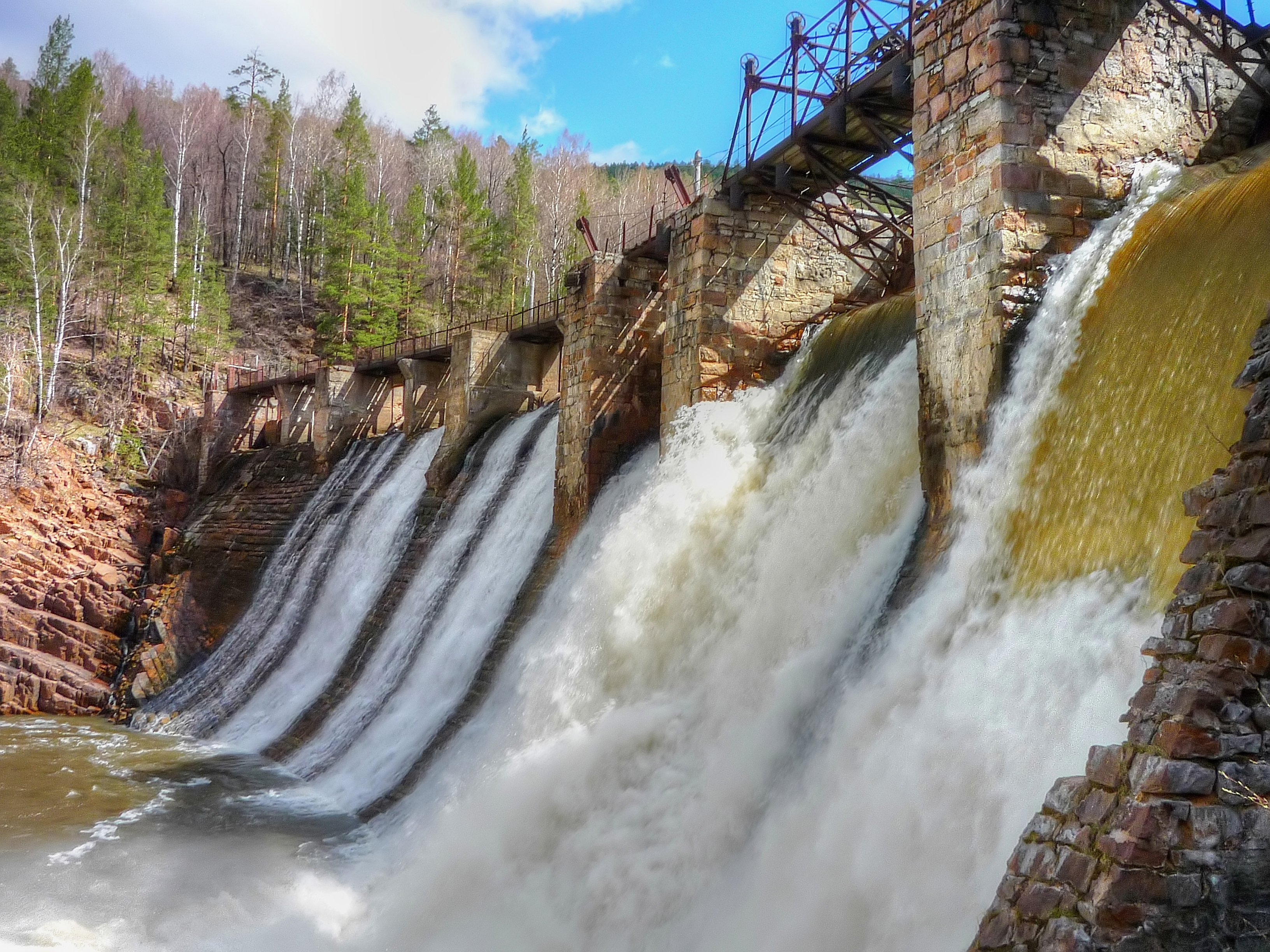
Trhliny lze jen odhadovat
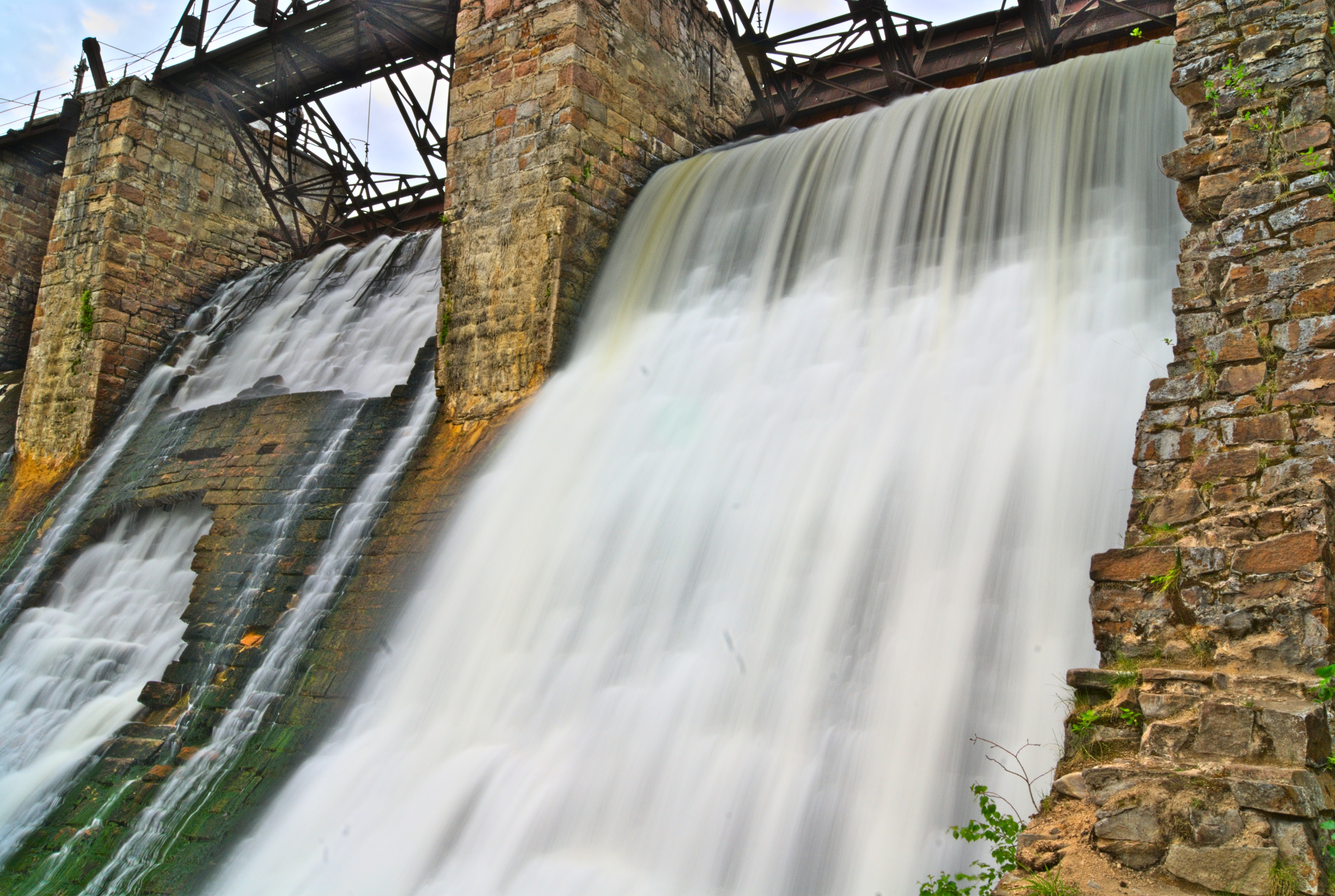
Koncem května již je vidět podtékání čelní vrstvy
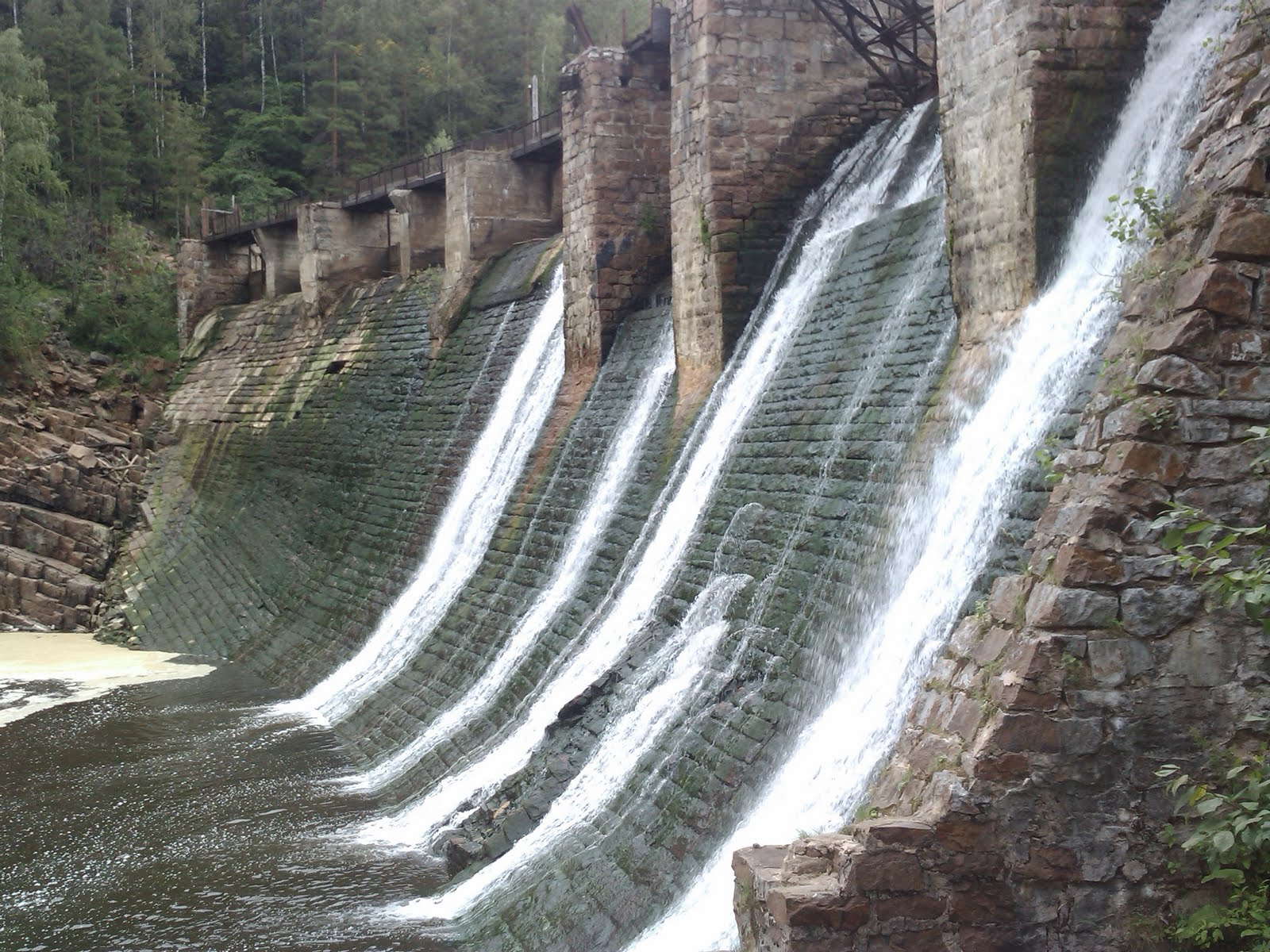
V létě lze na přelivu pozorovat množství fontánek
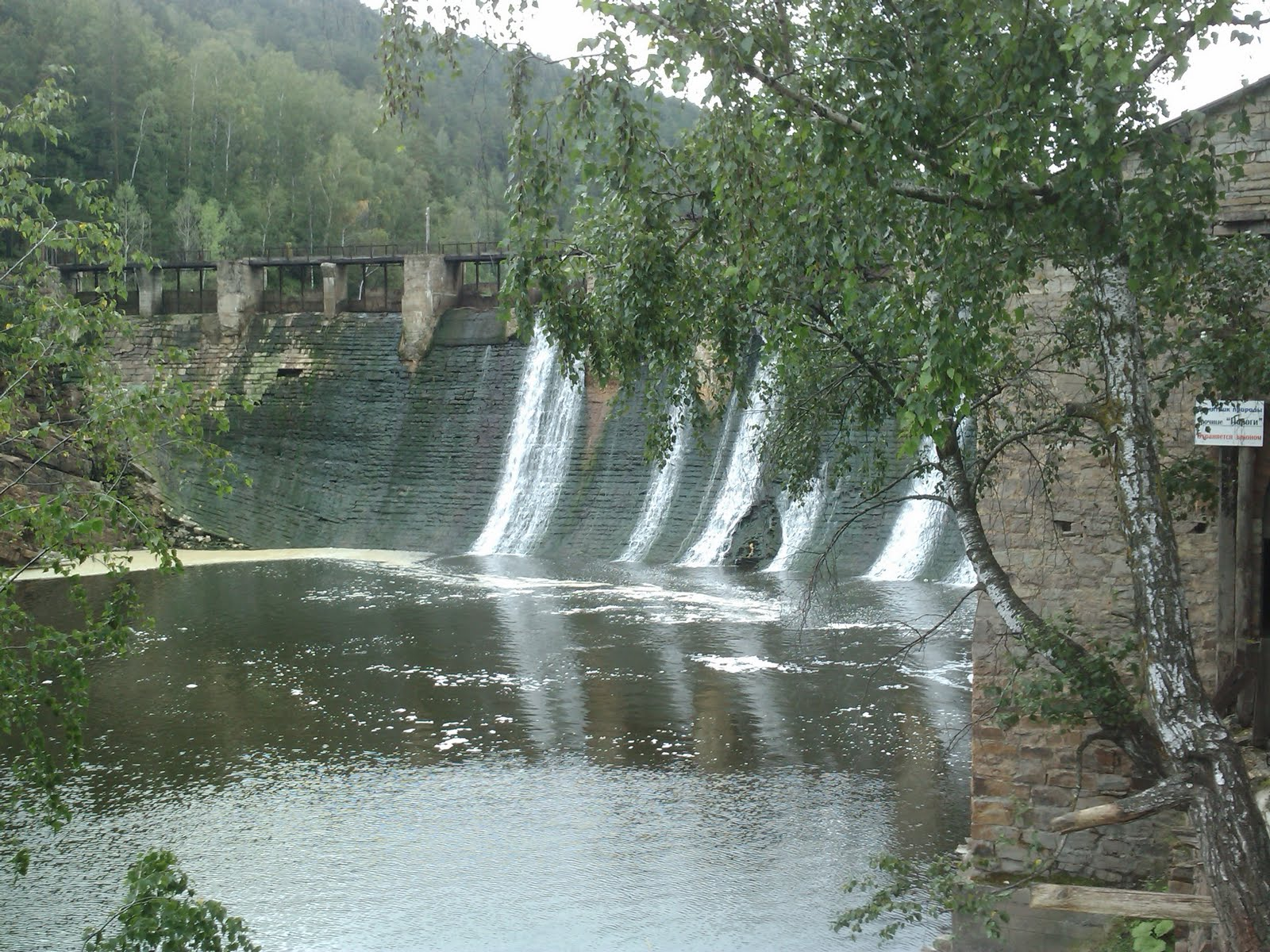
Sesutí spodního zdiva do vývaru rozděluje proud
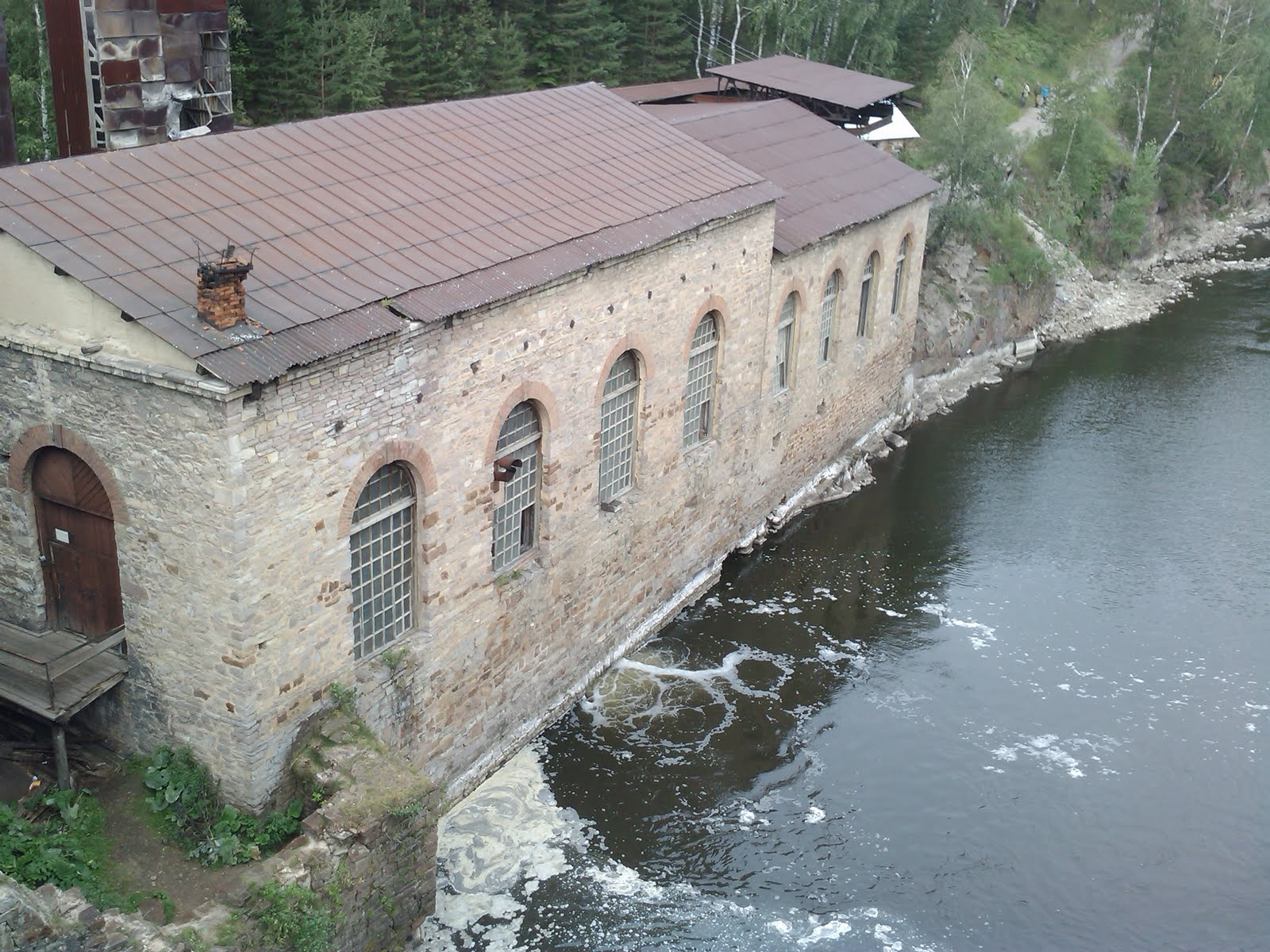
Hladina prozrazuje činnost vodních turbín ještě v létě 2011
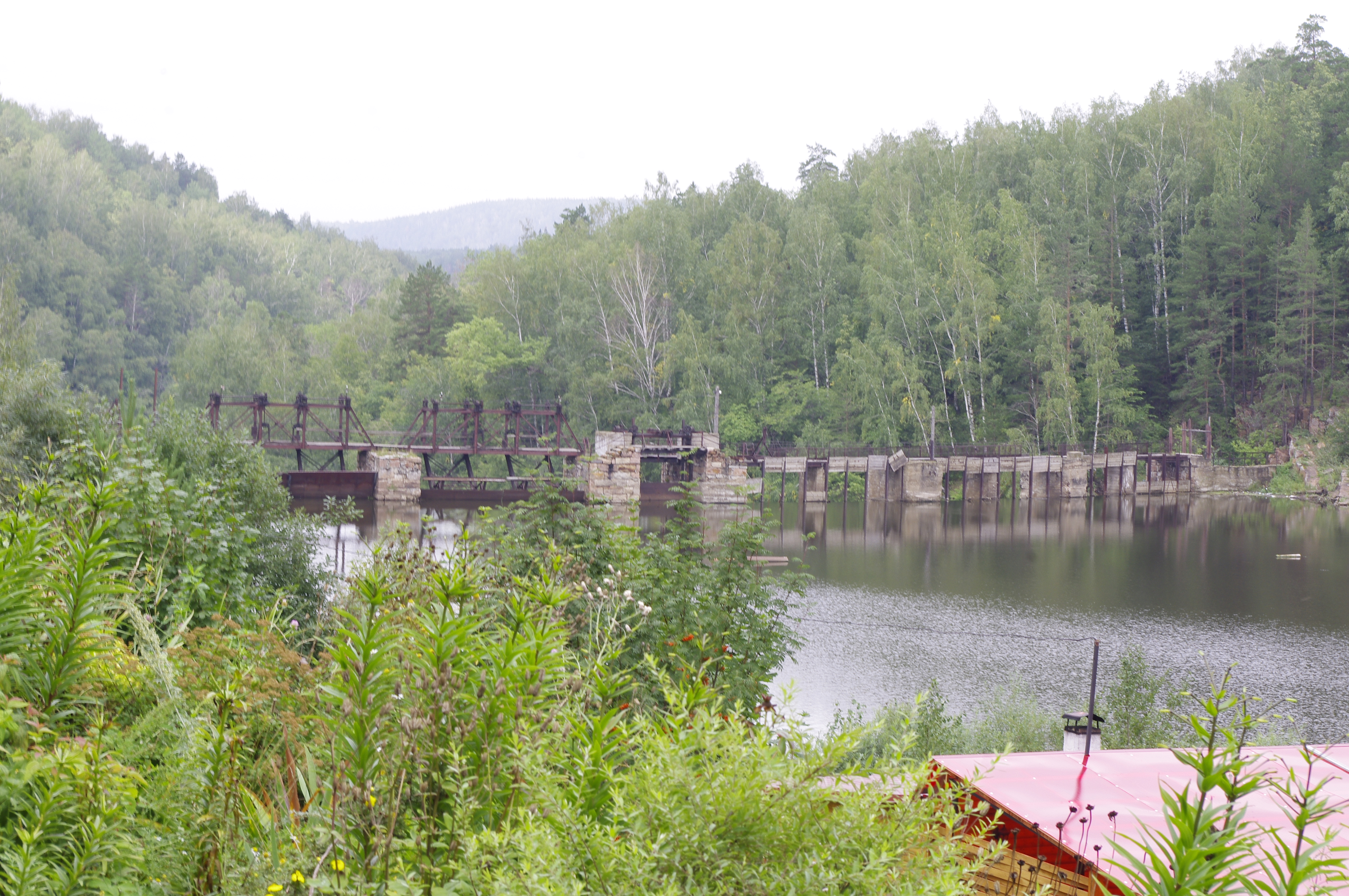
Harmonie přírody a historické techniky
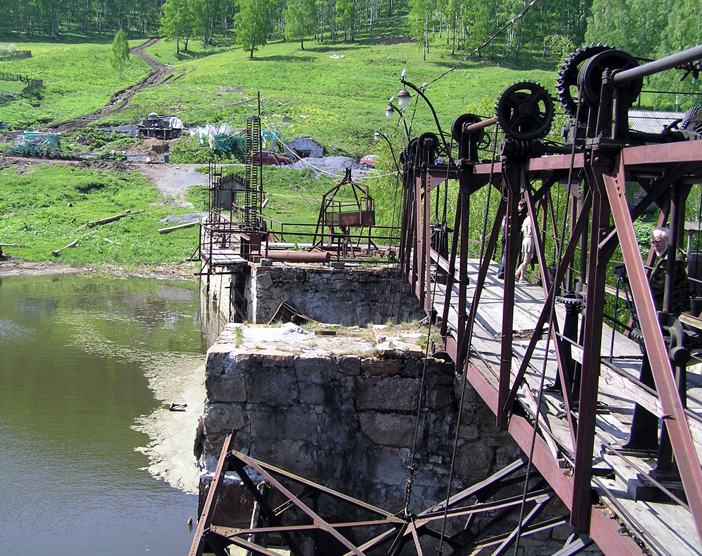
Přechod přes lávku na vlastní nebezpečí